# 少裂凹乳芹
少裂凹乳芹（学名：Vicatia bipinnata）是伞形科凹乳芹属的植物，是中国的特有植物。分布于中国大陆的云南、四川等地，生长于海拔2,700米的地区，常生长在林缘以及山坡荫蔽处，目前尚未由人工引种栽培。